# Zsuzsanna Gahse
Zsuzsanna Gahse (Budapest, 27 de junio de 1946) es una escritora y traductora húngara de lengua alemana y residente enSuiza.

## Trayectoria
Gahse es hija de húngaros y el húngaro es su lengua materna. Su familia huyó a Europa occidental después de la Revolución húngara de 1956 y se estableció en Viena donde Gahse asistió a la escuela primaria y aprendió el idioma alemán. Realizó estudios de secundaria en la ciudad alemana de Kassel a la que se mudó su familia posteriormente. Pronto empezó a utilizar el húngaro y el alemán de manera diferenciada. Usó el húngaro en el entorno familiar y doméstico, mientras que el alemán se convirtió en el idioma académico.
Comenzó su carrera literaria poco después de graduarse del instituto, alentada por una profesora de alemán. En 1969, inició su actividad como autora en lengua alemana en la sección de arte del Stuttgarter Zeitung, apoyada por Hannelore y Heinz Schlaffer. En 1983 publicó su primer libro de prosa, Zero, editado por Hansjörg Graf en la editorial List. La obra recibió elogios de la crítica y fue galardonada con el premio literario Aspekte de la ZDF, lo que le dio gran reconocimiento.
A partir de 1978, animada por su mentor, Helmut Heißenbüttel, tradujo obras del húngaro. Ha publicado traducciones al alemán de obras de István Eörsi, Péter Esterházy,  Péter Nádas, Zsuzsa Rakovszky, Edre Kukorelly y Miklós Mészöly así como una serie de ensayos y obras de ficción propias. De 1989 a 1993 impartió un seminario de escritura en la Universidad de Tübingen. A principios de la década de 1990, vivió temporalmente en Überlingen en el lago de Constanza, luego regresó a Stuttgart antes de ser nombrada observadora de la ciudad en Zug durante un año en 1993. Zsuzsanna Gahse permaneció en Suiza y vivió en Lucerna, En 1996, ocupó una cátedra de poesía  en la Universidad de Bamberg y en 2008 una cátedra de poesía en la TU Dresden. Desde finales de 1998, ha vivido en Müllheim, en el cantón suizo de Turgovia, con el artista Christoph Rütimann.
Gahse es miembro de los centros PEN de Alemania y Suiza, organizaciones literarias que promueven la literatura y la libertad de expresión, así como de la asociación de autores Die Kogge.
En 2019, fue galardonada con el Gran Premio Suizo de Literatura por su obra. El premio está dotado con 40.000 francos suizos.
Es una de las escritoras más relevantes de la corriente conocida como «literatura de extranjeros», término utilizado desde 1985 en los manuales de literatura para referirse a los autores que habían tenido que dejar sus países de la Europa central, oriental y suroriental por motivos políticos, económicos o personales para asentarse en Alemania y que en numerosas ocasiones tienen una producción literaria compleja atendiendo a aspectos estilísticos, formales y lingüísticos.
Sus textos en prosa tratan temas como el amor, la soledad, la melancolía, la falta de hogar y su búsqueda, mediante escenas cotidianas presentadas de forma inusual. Su tema recurrente es la migración y en muchas ocasiones aporta vivencias personales. No se estructuran como relatos completos tradicionales, sino como borradores. Influenciada por la literatura moderna de principios del siglo XX, Gahse desarrolló un estilo propio caracterizado por tramas, sintaxis y vocabulario simples, junto con imágenes en prosa fragmentarias, interrumpidas y de estructura multidimensional.

## Reconocimientos
- 1983 Aspekte-Literaturpreis
- 1990 Literaturpreis der Stadt Stuttgart
- 1993 City of Zug Prize
- 1999 Tibor-Déry-Preis
- 2004 Bodensee-Literaturpreis
- 2006 Premio Adelbert von Chamisso
- 2009 Chamisso-Poetikdozentur
- 2010 Premio Johann Heinrich Voss de la Academia Alemana de Lengua y Literatura
- 2010 Thurgauer Culture Prize
- 2011 Miembro de la Academia Alemana de Lengua y Literatura, en Darmstadt
- 2017 Italo-Svevo-Preis
- 2019 Swiss Grand Prix Literature

## Obra
- Cero. Múnich, 1983
- Berganza. Múnich, 1984
- Abendgesellschaft. Múnich, 1986
- Liedrige Stücke. Warmbronn, 1987
- Stadt, Tierra, Gripeß. Múnich, 1988
- Einfach eben Edenkoben. Klagenfurt, 1990
- Hundertundein Stilleben. Klagenfurt, 1991
- Nachtarbeit. Warmbronn, 1991
- Essig und Öl. Hamburgo, 1992
- Übersetzt. Berlín, 1993 (con Renate von Mangoldt)
- Laune. Stuttgart, 1993
- Passepartout. Klagenfurt, 1994
- Kellnerroman. Hamburgo, 1996
- Wie geht es dem Texto? Hamburgo, 1997
- Calgary. Warmbronn, 1999
- Nichts ist wie oder Rosa kehrt nicht zurück. Hamburgo, 1999
- Wörter, Wörter, Wörter! Göttingen, 1999 (con Stefana Sabin y Valentin Braitenberg)
- Kaktus haben. Alpnach Dorf, 2000 (con Christoph Rütimann)
- durch und durch. Viena, 2004
- Instabile Texte. Viena, 2005 (Textos Volátiles: Nos Dos, traducido por Chenxin Jiang, Dalkey el archivo Reserva 2017, ISBN 9781628971361)[8]
- Oh, Romano. Viena, 2007
- Erzählinseln. Reden für Dresden. Dresde, 2009
- Donauwürfel. Viena, 2010
- Das Nichts En Venedig. Alpnach Dorf, 2010
- Südsudelbuch. Viena, 2012
- Dado Erbschaft. Viena, 2013